# أوليفر ماك
أوليفر ماك (بالإنجليزية: Oliver Mack)‏ مواليد 6 يونيو 1957 في نيويورك، هو لاعب كرة سلة أمريكي سابق. تم اختياره من قبل فريق لوس أنجلوس ليكرز خلال الدرافت. يبلغ طوله 6 قدم 3 بوصة (1.9 م).

## المسيرة الاحترافية
لعب مع لوس أنجلوس ليكرز في موسم 1979–1980، ثم لعب مع شيكاغو بولز في سنة 1980، ثم لعب مع دالاس مافيريكس من سنة 1980 إلى 1982.

## روابط خارجية
- أوليفر ماك على موقع إن بي أي (الإنجليزية)
- أوليفر ماك على موقع سبورتس رفرنس (الإنجليزية)
- أوليفر ماك على موقع كلية كرة السلة في سبورتس رفرنس.كوم (الإنجليزية)
- أوليفر ماك على موقع ريلجم (الإنجليزية)
- أوليفر ماك على موقع بروبوليرز (الإنجليزية)